# 古色迷宮輪舞曲 ～HISTOIRE DE DESTIN～
《古色迷宮輪舞曲 ～HISTOIRE DE DESTIN～》是在2012年7月27日由Yatagarasu發售的Windows版18禁戀愛冒險遊戲。而PlayStation Vita版《古色迷宮輪舞曲 ～La Roue de fortune～》則於2013年9月26日發售。

## 概要
Yatagarasu的第四部作品。本作品遊玩系統以選擇關鍵字代替一般用的選項，關鍵字為劇情進程中文本的紅色字，加上有命運度的限制(任何一人命運歸0則強制回滚游戏进程，劇情需要而歸0除外)，而且不能自由读档、存档。而該作品亦因它的難易度十分高而成為話題。 此外，該遊戲獲選為《萌系遊戲大賞》2012年的程式賞金獎。
PSV版本於2012年12月14日公布將會發售。其後於2013年6月24日公布『古色迷宮輪舞曲 〜La Roue de fortune〜』將於2013年9月26日發售。當中的追加要素為劇情中的事件CG和改善遊戲系統。

## 簡介
名波行人因為生活費拮据而決定去紅茶店「童話森林」打工。就在錄取後的第一天，收到一個不明的大木箱，和打工的同事戰戰兢兢打箱子開後，裡面居然是個銀髮紅眼穿著如童話的少女(SAKI)「 名波行人，你經歴過這事像多少回了？」少女如此問到。「若然不能平息命運之輪的狂亂，命運之輪裡的所有人將遇上不幸，而你亦不能擺脱於一週後死亡的命運。」她預言到。雖然很想當作玩笑話而置之不理，但周遭漸漸發生的一些奇怪現象卻不容人忽視，真正的真相到底是什麼呢？

## 角色
名波 行人（ななみ ゆきと）
聲優： 古河徹人
私立五月丘學園2年級生。母親於小時已經離世。家人只有獨自在美國工作中的父親。由於父親給的匯款減少而到「紅茶館・童話之森」兼職工作。從少有觀看黑道電影的習慣并且言行受其影响
SAKI（サキ）
聲優： 藤森ゆき奈 / 高橋かな
裝在不明的大木箱中的少女。告訴行人如果不能平息命運之輪的狂亂，便將於一週後死亡。説話的態度比較霸道，不能承受酷熱的氣温。
相羽 和奏（あいば わかな）
聲優： 上田朱音 / 眞田朱音
行人的同級生和昔日的熟人。經常出現在「紅茶館・童話之森」裡温習。成績十分優秀且個性嚴格，但亦因嚴格的個性而沒甚麼朋友。學妺桐原一葉唯一的朋友。
姫野 美月（ひめの みつき）
聲優： 鈴音華月 / 飯野ユウ
行人就讀的學園的學姐。 被視為學園中的不良分子，有吸煙的習慣。在「紅茶館・童話之森」兼職工作。會因為雙胞胎妹妹姫野美星的事而突然性格大變。
桐原 一葉（きりはら ひとは）
聲優： 秋野花 / あさみほとり
行人就讀的學園的學妹。待人十分有禮貎，但也有着輕率的地方。喜歡古宮舞所創作的童話。
姫野 美星（ひめの みほし）
聲優：鈴音華月 / 飯野ユウ
姫野美月的雙胞胎妹妹。無口屬性。不熟悉與男性相處。
古宮 舞（ふるみや まい）
聲優： 雪村とあ
「紅茶館・童話之森」的店主，亦是童话故事作家。經常因作故事而很晩才睡，早上時通常會因到中午也不起床而被姫野美月惡作劇。
橋倉 卓也（はしくら たくや）
聲優： 来栖川勇/片桐勇介
行人的同級生兼朋友。
雑賀 恭平（さいが きょうへい）
聲優：古河徹人
行人的同級生兼朋友。一名腐男子，喜歡同性戀小説。

## 工作人員
- 原畫：
  - 稲垣みいこ（SAKI、古宮 舞）
  - たぢまよしかづ（相羽 和奏、桐原 一葉）
  - 雪月竹馬（姫野 美月、姫野 美星）
  - 水上凜香（PS Vita版）
  - 月嶋ゆうこ（SD原画、PS Vita版）
- 劇本：西村悠一、坂元星日
- 音樂：AngelNote 、ARIELWAVE

## 主題曲
PC版主題曲为《La Conseil》，由tohko作詞演唱，椎名俊介作曲、編曲。PlayStation Vita版主題曲《迷宮之輪舞曲》由天道紅緒作曲、作詞、編曲，绫莱理惠演唱。

## 評價
本作在「萌えゲーアワード2012」中獲得程式獎的金獎。另外PlayStation Vita版在《ファミ通》1294号的クロスレビュー中獲得29/40評分。

## 外部連結
- Yatagarasu的官方網站（日語）
- Psvita版本的官方網站 （页面存档备份，存于）（日語）
- 古色迷宮輪舞曲的官方網站（日語）